# 日本鬼子 (キャラクター)
日本鬼子（ひのもと おにこ）は、2010年（平成22年）に2ちゃんねるのニュース速報 (VIP) 板で発案された、日本の萌え・キャラクター。日本人を侮辱するときに中国語で広く用いるスラング「日本鬼子」を萌え擬人化したものである。
権利関係は「日本鬼子ぷろじぇくと」まとめwikiに利用ガイドラインが記載されている。メディアで紹介したり、商用利用をしたりすることについては事前相談が必要であるが、小規模の同人活動や非商用の二次創作はガイドラインに従う限り自由である。ただし、政治目的での使用は非推奨とされている。
2020年8月15日にVtuberデビュー。日本鬼子十周年を記念する企画の一環としてVtuber鬼子(Vtuberひのもと鬼子)が活動を開始。SHOWROOMを中心に配信を行なっている。

## 誕生の背景
中国語の「日本鬼子」（拼音: rìběn guǐzi、リーベングイズ）は、第二次世界大戦の頃に使われ始めた、日本人への蔑称である。現代の中華人民共和国でも主にナショナリズム的な主張の際に使われる。
日本では近年まで一般に知られていなかったが、2010年（平成22年）の尖閣諸島中国漁船衝突事件を受けて、中華人民共和国で発生したデモが日本でも報道されたことにより、認知度が高まった。それに対し2ちゃんねるにて、「日本鬼子」という言葉に全く別の意味を上書きしてしまおうというスレッドが建ち、萌えキャラクター化が進められた。
この企画では、日本鬼子を単に萌えキャラとして扱い、いわゆる「政治的利用」を禁じている。企画と関係無い場で政治的に利用することまでは禁じていないが、遠慮を要請している。これに反すると「粋じゃない」「野暮だ」とされる。また、日本を対象にした蔑称のみを扱い、他国に対する蔑称はその国の人に任せるというスタンスをとっている。
中華人民共和国では、この萌えキャラクターの出現は衝撃的であったらしく、中華民国（台湾）の東森新聞台（ETTV）のニュース番組で取り上げられた他、イギリスの新聞『タイムズ』にも取り上げられて話題になった。
今日では、2ちゃんねる以外のインターネットフォーラムや画像掲示板などでも広く目にすることができる。

## 設定
日本鬼子の設定や目安となるデザインには、以下のように「日本鬼子」という字面のイメージが反映されている一方、企画の目的が「本来とは異なる意味を上書きする」というものであることから、蔑称のイメージは全く受け継いでいない。

### 名称
本来の意味での「日本鬼子」を日本語で読む場合は音読みで「にほんきし」となるが、このキャラクターの場合、女性的な名前にするために訓読みで「ひのもと おにこ」の読みが当てられた。
- 名字（氏）となる「日本」は、そのまま「日の出ずる処」を意味する。
- 名となる「鬼子」は、女性的な印象を与える[7]。

### 代表デザイン
創作活動を活発にするため、目安となるデザインが制定されている。話し合いで設定を作り、投票で外観が決められた。一部で「公式デザイン」と呼ばれることもあるが、公式ではないことを示すために「代表デザイン」と名付けられた。あくまでも「代表」という扱いなので、他の設定や世界観、デザインで鬼子を描いても良い。
モチーフは、日本の昔話に登場する「鬼」である。
- 色白で、長い黒髪。
- 2本の角が生えている。
- 外観の年齢は、16〜18歳。
- 紅葉柄の着物を着ている。
- 般若の面、薙刀か日本刀を持つ。
- 穏やかな性格だが、2段階の変身が可能で、性格や外観が怖くなる。
- 好物は、わんこそば。苦手な物は、炒った豆。

## 関連キャラクター
小日本（こひのもと／こにぽん）
「小日本」（拼音:  xiǎo rìběn シャオリーベン）も本来は日本や日本人に対する中国語圏での蔑称だが、日本鬼子と同様に「別の意味を上書き」を主目的として萌えキャラクター化された。本名を「こひのもと」、愛称を「こにぽん」とする見方も存在する。所持している武器は日本刀。
「こひのもと」をぎなた読みした上で、歴史的仮名遣いと解釈し現代仮名遣いに直すと「こいのもと」になり、「恋の素」と読める、という連想から、日本鬼子の妹分で「縁結びを行う」と設定されている。
ヒワイドリ
人の心に住まう鬼の一人。名の由来は、「ヒクイドリ」と「卑猥」から。
他にもチチメンチョウ（「乳」と「七面鳥」）など多数存在する。鬼子が狩る対象ではあるが、無害な者は放置されている場合もある。
ヤイカガシ
ヒイラギにイワシの頭を刺した「焼嗅」を元にした妖怪。

## 関連書籍
- 百元籠羊『オタ中国人の憂鬱 怒れる中国人を脱力させる日本の萌え力』武田ランダムハウスジャパン、2011年1月24日。ISBN 978-4-270-00631-3。
  - 表紙に「小日本」、裏表紙に「日本鬼子」が掲載されており、本キャラクターについて言及した著者ブログの記事も収録されている。